# Piz Settember
Der Piz Settember ⓘ (rätoromanisch im Idiom Surmiran für September) ist ein Berg östlich von Ferrera und südwestlich von Riom-Parsonz im Kanton Graubünden in der Schweiz mit einer Höhe von 2728 m ü. M. Er ist die höchste Erhebung zwischen der Fuorcla Cotschna und dem Pass da Schmorras. Von der Ostseite zeigt er sich unscheinbar als Grashügel, von der Westseite als steiler Kalkfels. Durch die Nähe zum Skigebiet Savognin ist er ein einfach zu erreichender Skitourenberg.

## Lage und Umgebung
Der Piz Settember gehört zur Piz Grisch-Gruppe, einer Untergruppe der Oberhalbsteiner Alpen. Über den Gipfel verläuft in Nord-Süd-Richtung die Gemeindegrenze zwischen Surses und Ferrera. Der Piz Settember wird im Osten durch die Val Schmorras zuhinderst in der Val Nandro, einem Seitental des Oberhalbsteins, und im Westen durch das Ferreratal eingefasst.
Zu den Nachbargipfeln gehören der Sur Carungas, der Piz Mez, der Piz Alv, der Piz Grisch und der Piz digl Gurschus. Südlich des Piz Settember befindet sich zwischen dem Piz Settember und der Fuorcla Cotschna der Grat Tschanghel Ner, früher auch Piz da Schmorras genannt.
Talorte sind Ferrera, Riom und Parsonz. Häufiger Ausgangspunkt ist Radons.

## Routen zum Gipfel
Häufiger Ausgangspunkt ist Radons (1866 m ü. M.). Im Sommer ist Radons mit dem Auto erreichbar. Eine Strasse führt von Cunter über Riom und Parsonz nach Radons. Die erlaubten Parkplätze sind gebührenpflichtig (Automat am Beginn der Strasse in Parsonz). Ein Bike- und Wanderbus fährt donnerstags von Savognin nach Radons. Bis zur Alp Schmorras (2278 m) kann leicht auch mit dem Mountainbike gefahren werden. Im Winter ist Radons durch das Skigebiet Savognin erschlossen.

### Sommerrouten
|  | - Ausgangspunkt: Radons (1866 m) oder Ausserferrera (1300 m) - Via: Fuorcla Cotschna (2516 m) 1. Von Ausserferrera via Alp Mos (2245 m) zur Fuorcla Cotschna 2. Von Radons via Bargias, Alp Nova (1982 m), Alp Schmorras (2278 m) zur Fuorcla Cotschna - Schwierigkeit: EB, bis Fuorcla Cotschna B - Zeitaufwand: 1 Stunde von der Fuorcla Cotschna 1. 4½ Stunden von Ausserferrera 2. 3¼ Stunden von Radons - Bemerkung: Rote Route auf nebenstehendem Bild. - Ausgangspunkt: Radons (1866 m) - Via: Bargias, Alp Nova (1982 m), Alp Schmorras (2278 m) - Schwierigkeit: EB, bis Alp Schmorras als Wanderweg weiss-rot-weiss markiert - Zeitaufwand: 2¾ Stunden - Bemerkung: Blaue Route auf nebenstehendem Bild. - Ausgangspunkt: Radons (1866 m) oder Ausserferrera (1300 m) - Via: Pass da Schmorras (2564 m) 1. Von Ausserferrera via Alp Mos (2245 m) zum Pass da Schmorras 2. Von Radons via Bargias, Alp Nova (1982 m), Alp Schmorras (2278 m) zum Pass da Schmorras - Schwierigkeit: L, bis Pass da Schmorras als Wanderweg weiss-rot-weiss markiert - Zeitaufwand: ½ Stunde vom Pass da Schmorras 1. 4 Stunden von Ausserferrera 2. 2¾ Stunden von Radons - Bemerkung: Grüne Route auf nebenstehendem Bild. |

### Winterrouten

#### Von Radons
- Ausgangspunkt: Radons (1866 m)
- Via:  Bargias, Alp Nova (1982 m), Alp Schmorras (2278 m)
- Expositionen: SE
- Schwierigkeit: ZS-
- Zeitaufwand: 2½ Stunden
- Bemerkung: Entlang der Sommerroute Über den Ostgrat; Der Gipfelhang ist ziemlich steil (bis 35° auf 150 m) und erfordert sichere Verhältnisse.

## Galerie

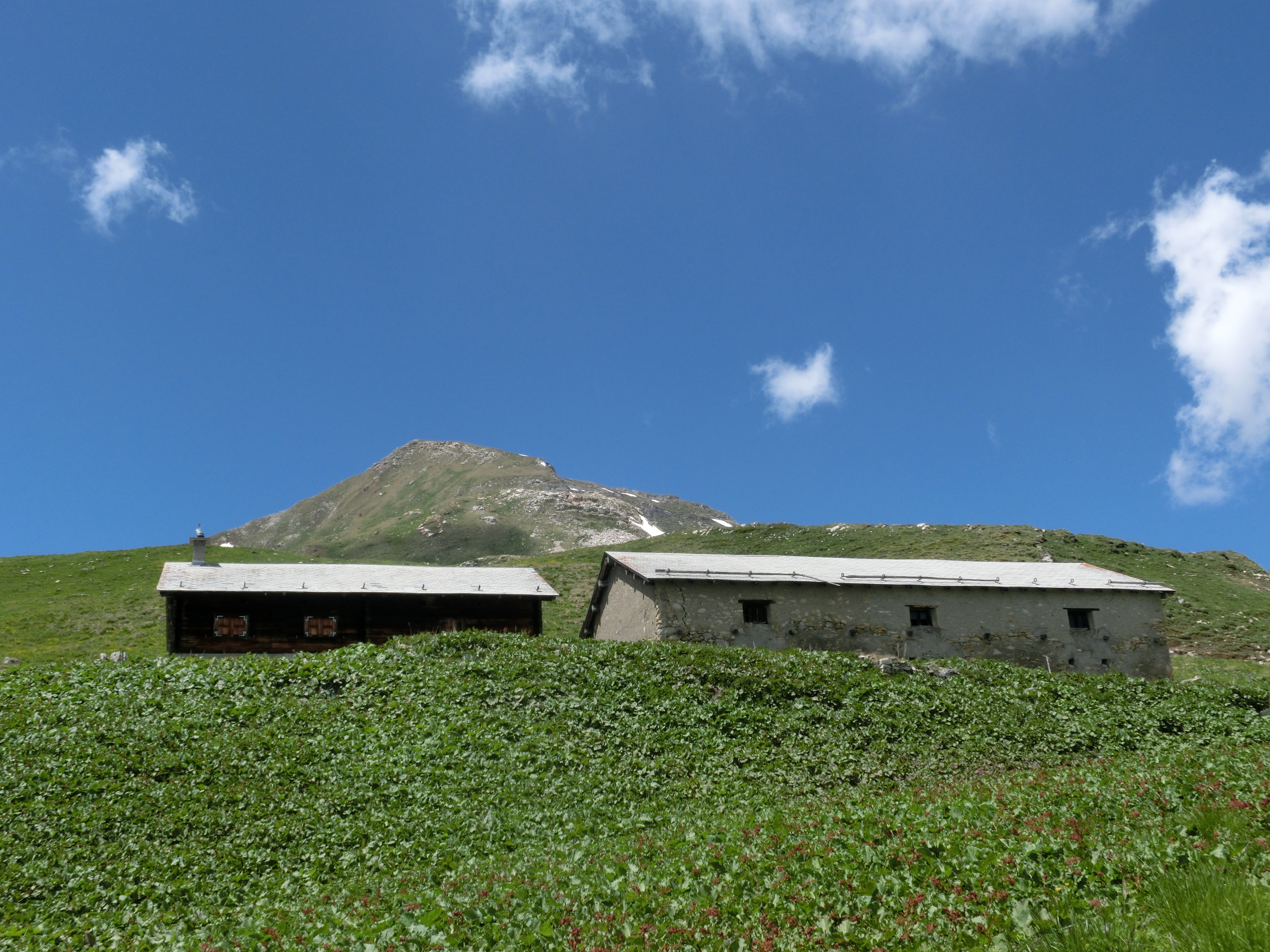
Alp Schmorras, im Hintergrund der Piz Settember.
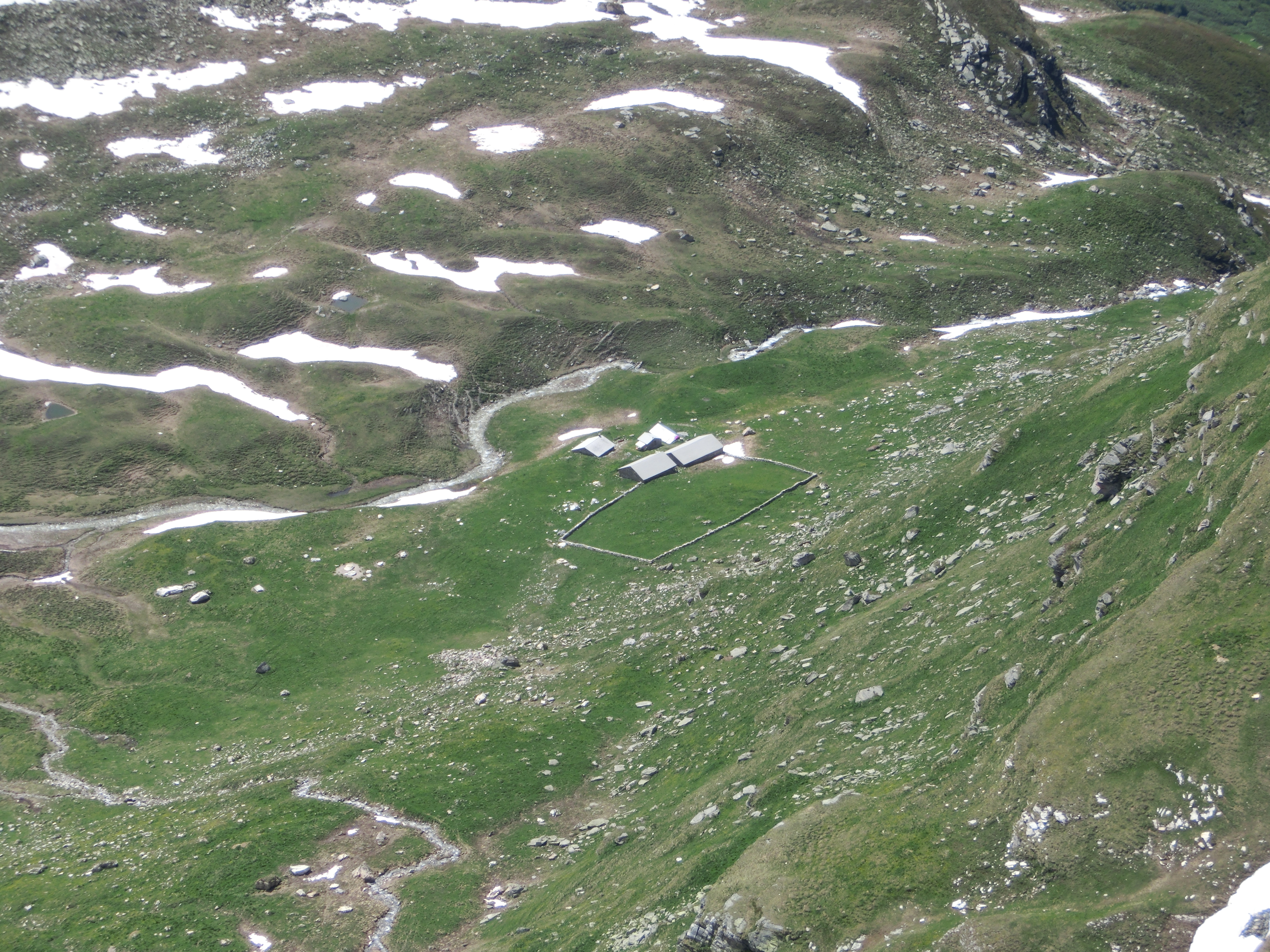
Blick hinunter zur Alp Mos.
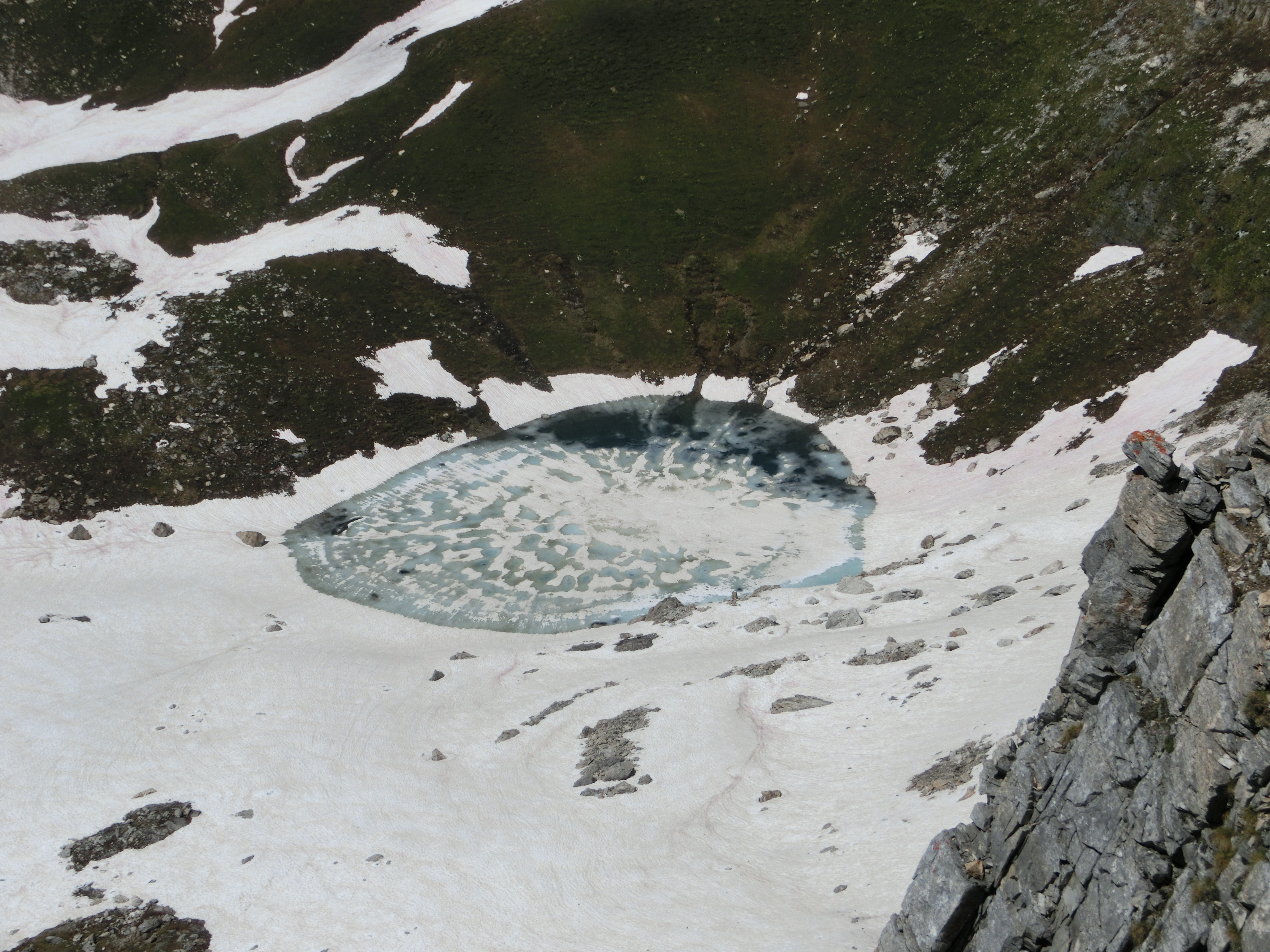
Blick zum See auf dem Pass da Schmorras.
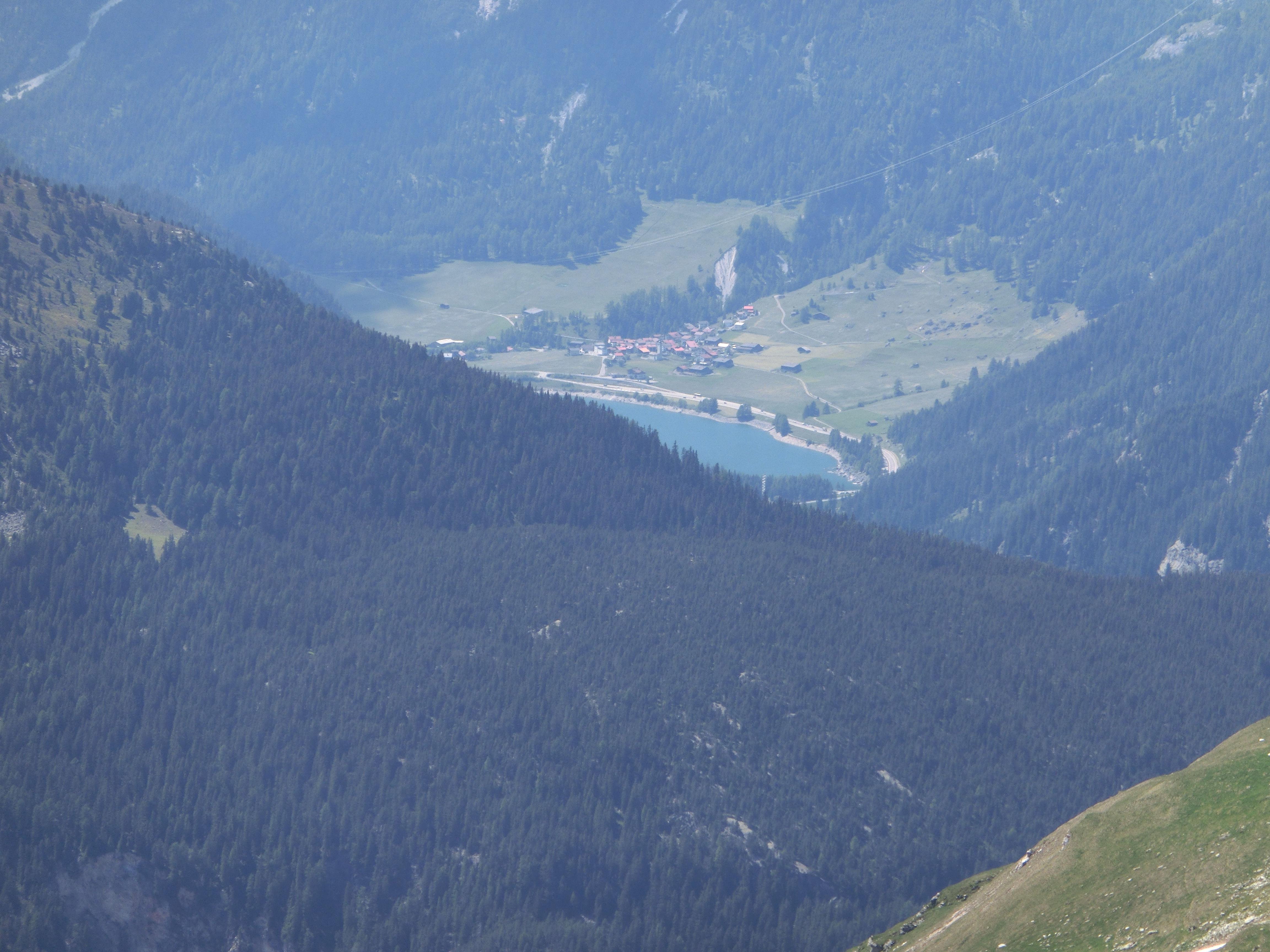
Blick zum Sufnersee.
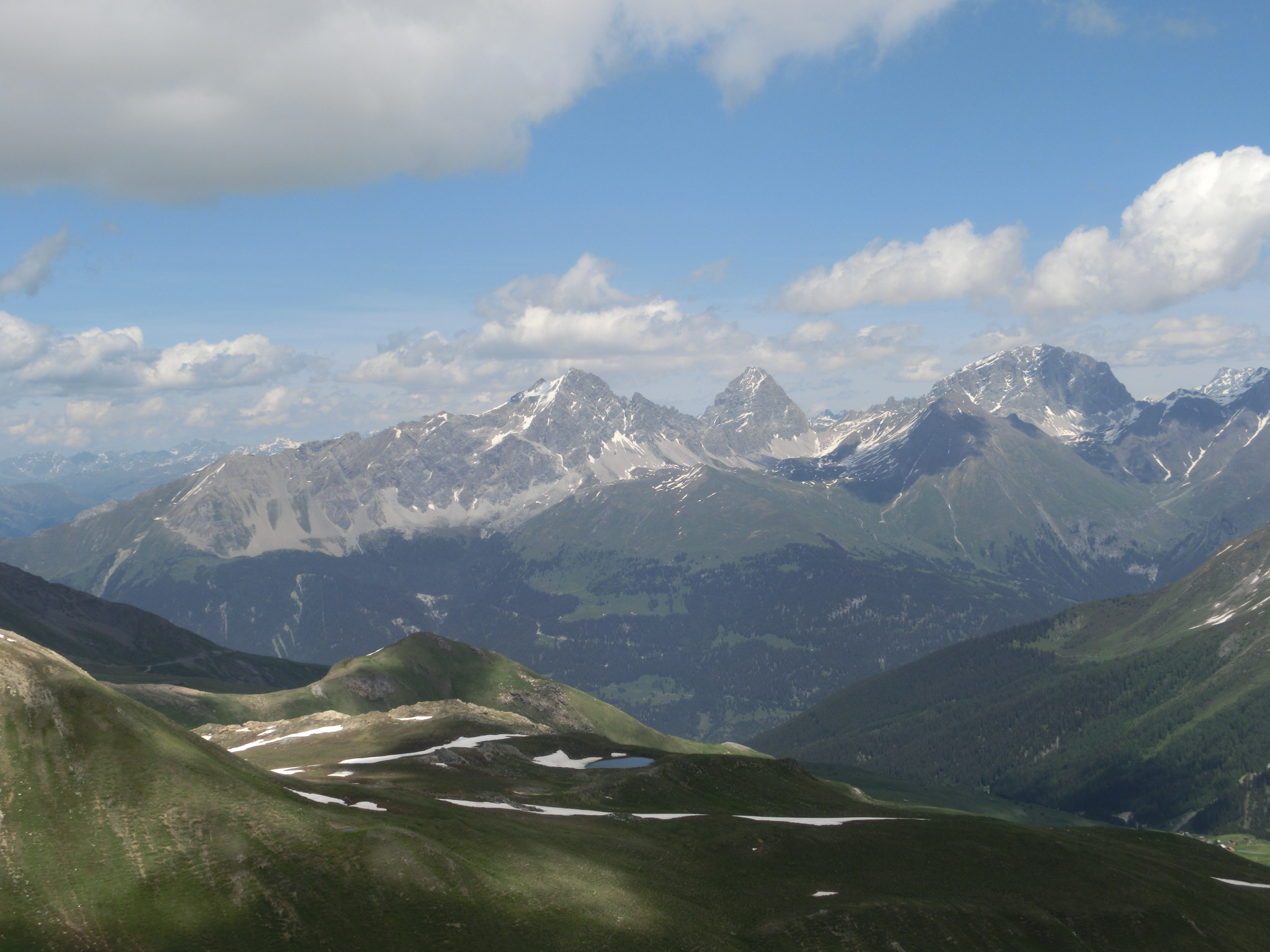
Blick zu den Bergüner Stöcken mit Piz Mitgel, Tinzenhorn und Piz Ela (v.l.n.r) hinten und Pizza Grossa vorne.
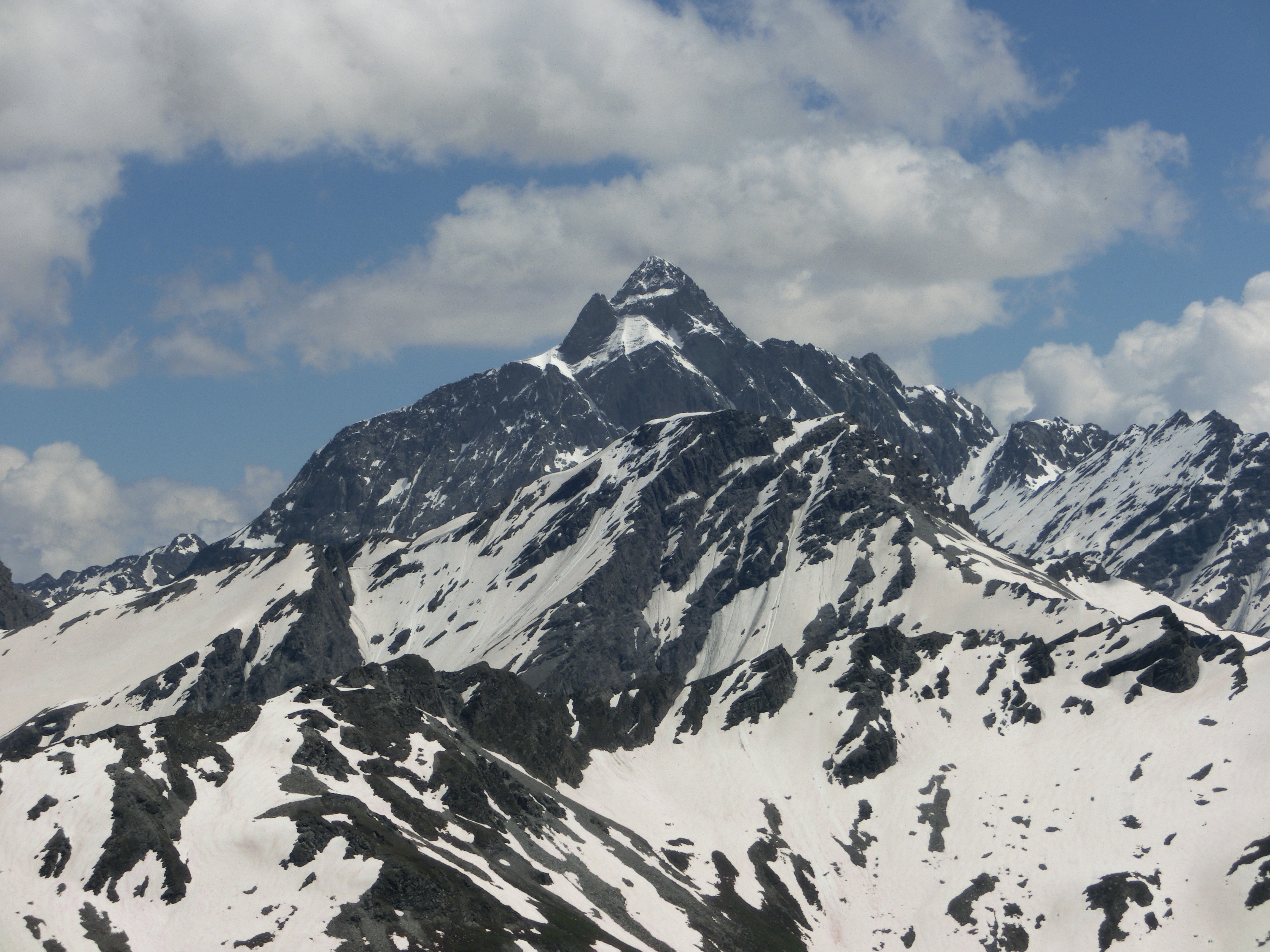
Blick zum Piz Platta.
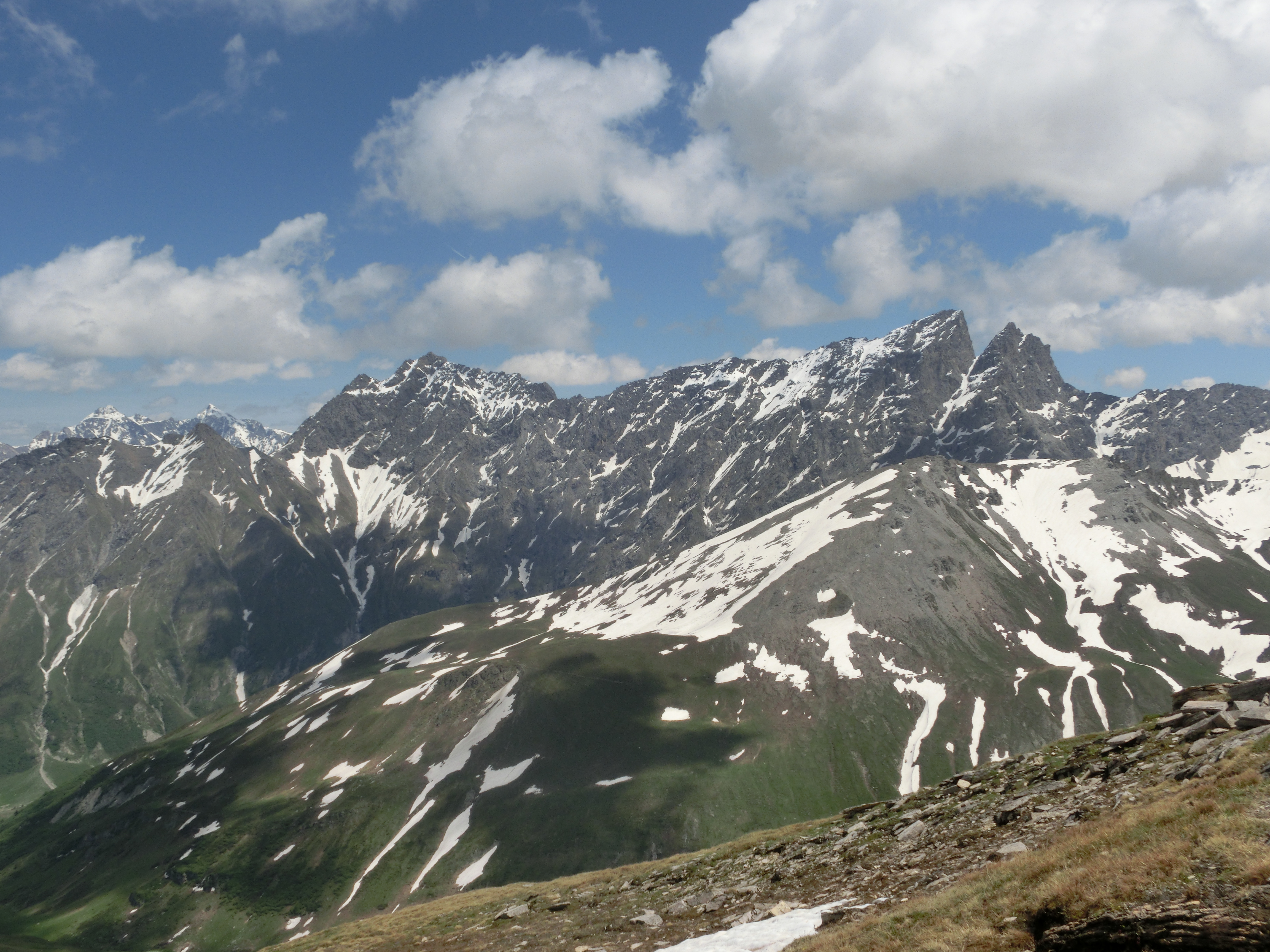
Blick zu Piz Arblatsch und Piz Forbesch (hinten) und Piz Mez (vorne).
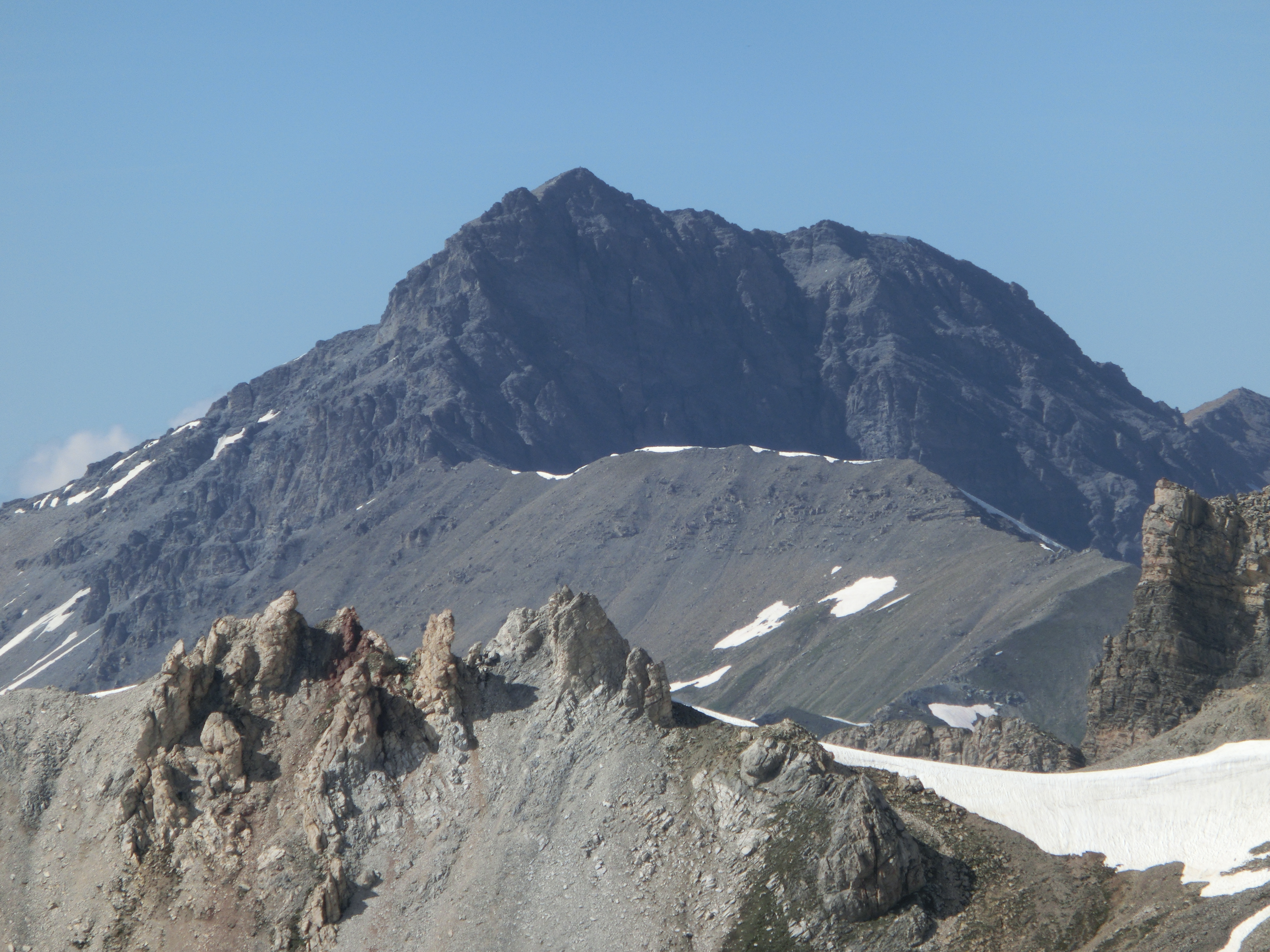
Blick über die Forcla dil Garpeder zum Piz Curvér.